# Dieffenbachia duidae
Dieffenbachia duidae là một loài thực vật có hoa trong họ Ráy (Araceae). Loài này được (Steyerm.) G.S.Bunting mô tả khoa học đầu tiên năm 1988.